# ميراندا كارتر
ميراندا كارتر (بالإنجليزية: Miranda Carter)‏ هي كاتبة سير وكاتِبة بريطانية، ولدت في 1965.